# Kathedrale von Setúbal

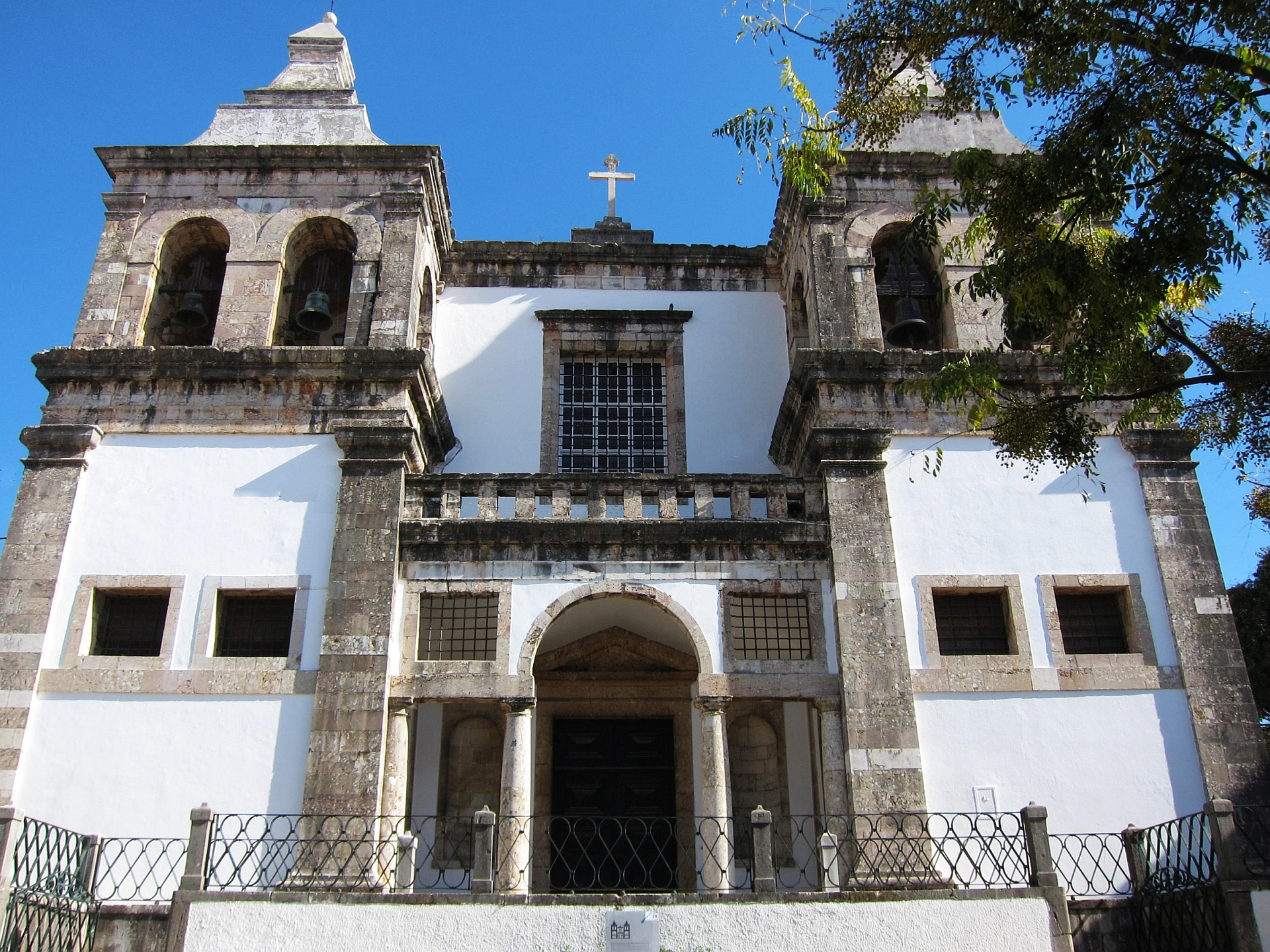
Kathedrale von Setúbal

Die der Gottesmutter Maria geweihte Kathedrale von Setúbal (portugiesisch Igreja de Santa Maria da Graça) ist die Bischofskirche des römisch-katholischen Bistums Setúbal in der westportugiesischen Hafenstadt Setúbal.

## Lage
Die ehemalige Kirche und heutige Kathedrale liegt in der ca. 45 km südöstlich von Lissabon gelegenen Altstadt von Setúbal etwa 300 m nordwestlich des Fährhafens in einer Höhe von ca. 15 m.

## Geschichte
Ein Vorgängerbau der heutigen Kirche wurde um die Mitte des 16. Jahrhunderts abgerissen. Stattdessen entstand der heutige Neubau unter der Leitung des königlichen Festungsbaumeisters (Mestre das obras das fortificações) António Rodrigues († 1590). Mit der Ernennung zum Bistum durch Papst Paul VI. im Rahmen der der Apostolischen Konstitution Studentes Nos im Jahr 1975 wurde die Kirche zur Kathedrale erhoben.

## Architektur und Ausstattung
Der von zwei gedrungenen Glockentürmen gerahmte Fassadenaufbau der Kirche ist streng und geradlinig – die Wandflächen sind verputzt und weiß getüncht; davon abgesetzt sind die steinsichtigen Ecksteine. Dem eigentlichen Portal vorgesetzt ist ein Portikus in Gestalt eines „Venezianischen Fensters“; darüber befindet sich ein Balkon mit einer geradlinigen Balustrade.
Das maximal nur etwa 10 m hohe Kircheninnere ist dreischiffig und wird von hölzernen Tonnengewölben überspannt. Der untere Teile der Außenwände ist mit Azulejos bedeckt und selbst die kapitelllosen verputzten Rundpfeiler sowie die Arkadenbögen zu den Seitenschiffen sind mit vegetabilischen Motiven bemalt. Höhepunkt der Innenausstattung ist der barocke Hauptaltar mit seinen in sich gedrehten „Salomonischen Säulen“.